# PTG Kijów
Polskie Towarzystwo Gimnastyczne w Kijowie (ukr. «Київське польське гімнастичне товариство») – polski klub piłkarski z siedzibą w stolicy Ukrainy, mieście Kijów, działający w latach 1906–1919.

## Historia
Chronologia nazw:
- 1906: Polskie Towarzystwo Gimnastyczne w Kijowie (ukr. «Київське польське гімнастичне товариство», ros. «Киевское польское гимнастическое общество»)
- 1919: klub rozwiązano

Piłkarska drużyna Polskie Towarzystwo Gimnastyczne została założona w Kijowie w 1906 roku i został jednym z założycieli Kijowskiej Ligi Piłki Nożnej. W 1914 zespół zajął drugie miejsce w mistrzostwach Kijowa. W 1918 po raz ostatni startował w mistrzostwach miasta, które zostały przerwane, a w 1920 odwołane. W 1919 po rozpoczęciu wojny polsko-bolszewickiej klub został rozwiązany.

## Sukcesy
- wicemistrz Kijowa (1): 1914.